# Mahinog
Mahinog est une municipalité des Philippines située dans l'est de la province de Camiguin.

## Subdivisions
Mahinog est divisée en 14 barangays :
- Benoni
- Binaliwan
- Catohugan
- Hubangon
- Owakan
- Poblacion
- Puntod
- San Isidro
- San Jose
- San Miguel
- San Roque
- Tacangon
- Tubod
- Tupsan Pequeño